# 冰川灣國家公園和自然保護區

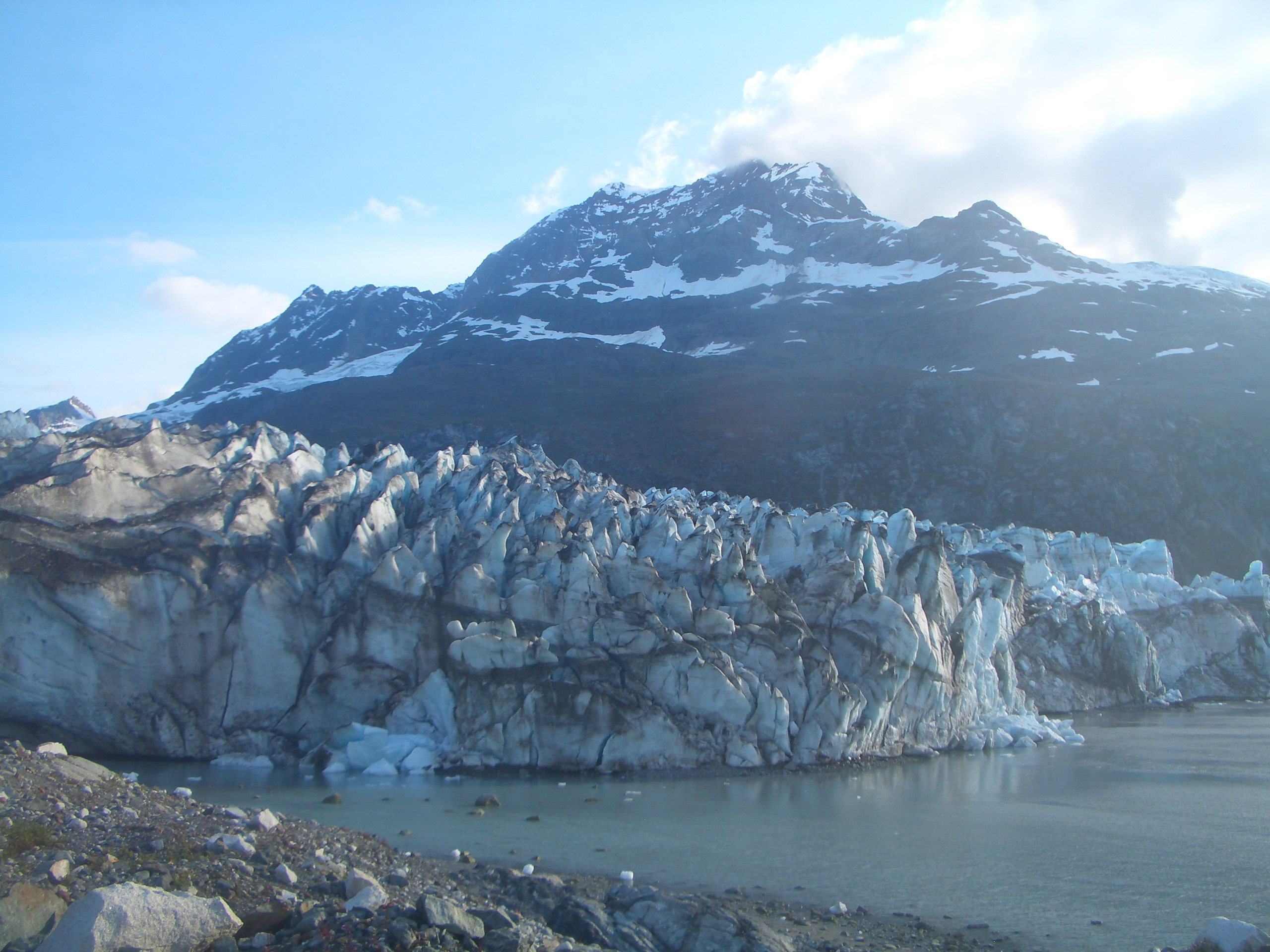
冰川灣

冰川灣國家公園（英語：Glacier Bay National Park and Preserve）是位於美國阿拉斯加州南部的一個國家公園。冰川灣國家公園最初於1925年2月25日設為國家紀念區。於1979年被UNESCO登錄為世界自然遺產。1980年12月2日，升格為冰川灣國家公園。1986年，冰川灣國家公園被劃入生物圈保護區。公園面積達13,287平方公里。冰川灣國家公園是熊、馴鹿、雪羊、鯨魚、水鳥等動物的棲息地。冰川灣國家公園內沒有道路，因此主要的游覽方式是通過游船或飛機在空中游覽。儘管如此，平均每年參觀冰川灣國家公園的游客仍然達到30萬人（2006年為413,382人）。

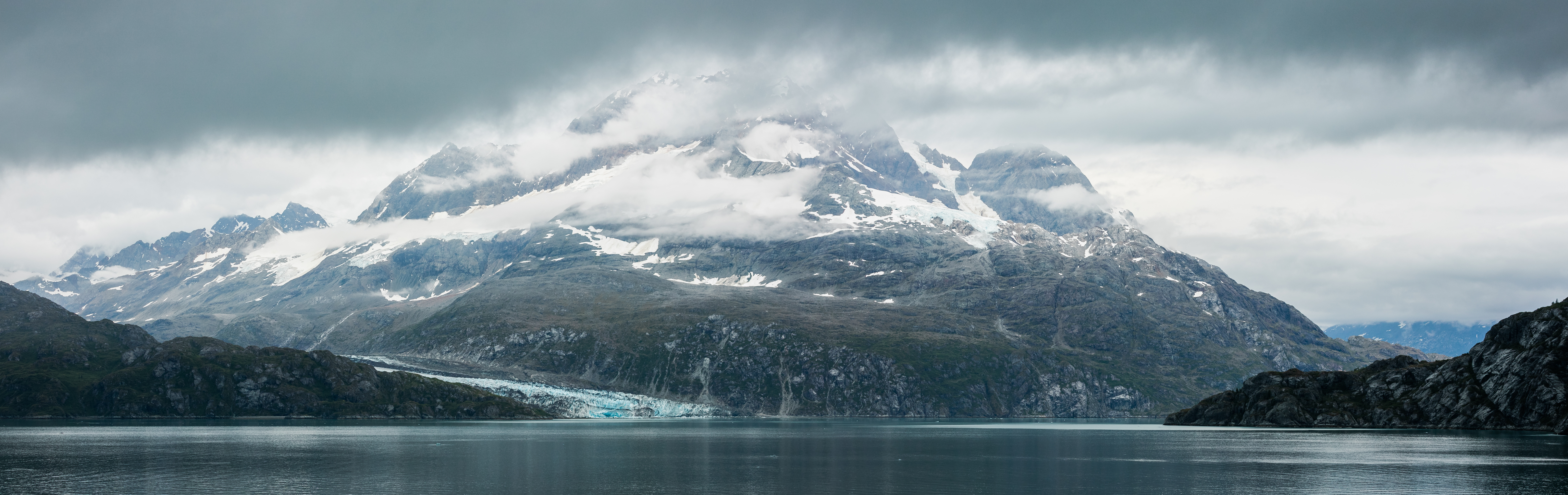
约翰霍普金斯冰川

## 外部連結
- 官方網站：冰川灣國家公園（页面存档备份，存于）